# Total Analysis System
A Total Analysis System (TAS) olyan eszközt ír le, amely automatizálja és magában foglalja a minta kémiai elemzéséhez szükséges összes lépést, pl. mintavétel, mintaszállítás, szűrés, hígítás, kémiai reakciók, elválasztás és kimutatás.
Napjaink új trendje a Micro Total Analysis Systems - µTAS - létrehozása. Egy ilyen rendszer a teljes laboratóriumot chipméretű lab-on-a-chip méretűvé zsugorítja. Nagyon kis mérete miatt egy ilyen rendszer a mintavételi hely közelében helyezhető el. A chip-technológiákra, a mintaméretekre és az elemzési időre való tekintettel nagyon költséghatékony is lehet. Csökkenti a laboratóriumi személyzet mérgező vegyi anyagoknak való kitettségét is, ami további előnyt jelent a hagyományos technikákhoz képest. A technológia másik előnye, hogy a point-of-use diagnosztikai készletek nem igényelnek szakképzett technikusokat a járványok idején, és így milliók életét menthetik meg.